# Granitoidy

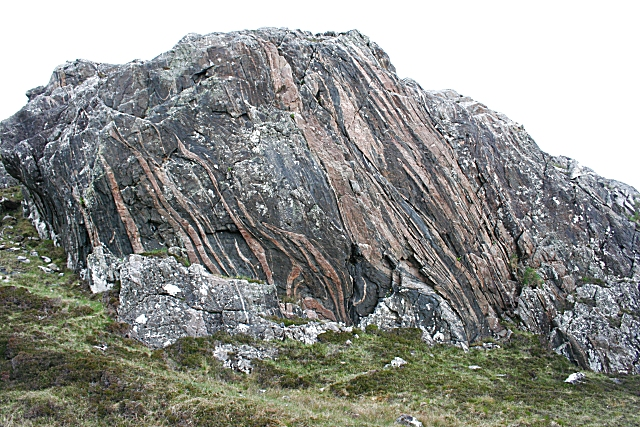
Granitoid

Granitoidy (granitoid) – skały plutoniczne, kwaśne (bogate w krzemionkę SiO2). Zbudowane są z widocznych gołym okiem kryształów minerałów skałotwórczych: kwarcu, skaleni potasowych, plagioklazów i łyszczyków. Granitoidy powstają podczas powolnego krzepnięcia gorącej magmy w głębi ziemi na głębokości od kilku do kilkunastu tysięcy metrów.
Struktura granitoidów jest fanerytowa (jawnokrystaliczna), zwykle średnioziarnista lub gruboziarnista, niekiedy porfirowata. Tekstura zbita, bezładna, lub lekko kierunkowa. 
Ze względu na stosunkowo małą zawartość minerałów ciemnych, barwa granitoidów jest jasna. 
Do granitoidów należą: granity, granodioryty, tonality. Zespół cech strukturalnych oraz obecność dużej ilości kwarcu i jasne zabarwienie pozwalają łatwo odróżnić tę grupę skał od innych skał magmowych. Zawartość skaleni decyduje o nazwie i przynależności systematycznej skał w obrębie granitoidów. 